# Kim Ai Tông
Kim Ai Tông  (chữ Hán: 金哀宗, bính âm: Jin Aizong, 25 tháng 9 năm 1198 - 9 tháng 2 năm 1234), tên Hán là Hoàn Nhan Thủ Lễ (完顏守禮) hay Hoàn Nhan Thủ Tự (完顏守緒), tên Nữ Chân là Ninh Giáp Tốc (寧甲速), là vị hoàng đế thứ 9 của triều đại nhà Kim trong lịch sử Trung Quốc. Ông là con trai thứ ba của Kim Tuyên Tông Hoàn Nhan Tuân, mẹ là Vương thị, chào đời năm 1198. Khi Tuyên Tông đăng cơ (1213), Thủ Lễ được nhận tước vị Toại vương. Do thái tử Hoàn Nhan Thủ Trung và thái tôn Hoàn Nhan Khanh mất sớm nên vào tháng 1 năm 1216, Hoàn Nhan Thủ Lễ được Tuyên Tông lập làm thái tử, đổi tên là Hoàn Nhan Thủ Tự. Tháng giêng ÂL năm 1224, Tuyên Tông qua đời, Hoàn Nhan Thủ Tự lên nối ngôi, tức là Kim Ai Tông.
Kim Ai Tông là một vị vua có lòng chấn hưng đất nước nhưng tiếc là không gặp thời. Lúc ông lên ngôi, nước Kim đã ở trong tình thế ngặt nghèo: một mặt là quân Mông Cổ liên tục xâm lấn, phần đất phía bắc sông Hoàng Hà gần như đã bị cướp sạch, người Mông đã bắt đầu đưa quân vượt sông tràn vào Trung Nguyên. Mặt khác trên mặt trận phía nam, triều Kim cũng thất bại trong các cuộc chiến tranh với Nam Tống, mất đất đai và khoản tiền triều cống, phía tây lại bị Tây Hạ liên tục quấy nhiễu, nước Kim đã ở trong tình thế sắp diệt vong. Để cứu vãn tình hình, Ai Tông chủ trương khuyến khích, phục hưng nông nghiệp, vỗ về dân chúng, tiến hành cải cách nội bộ, bỏ gian dùng hiền, bên ngoài đình chỉ chiến tranh với triều Tống, thiết lập lại quan hệ hữu hảo với Tây Hạ, bổ nhiệm nhiều tướng giỏi cho mặt trận chống Mông, ban đầu đã có những chuyển biến tốt đẹp, triều Kim dần thu lại không ít đất đai bị mất.
Nhưng mặc dù đã rất cố gắng nhưng Ai Tông cũng không thể cứu vãn một triều đại sắp tàn vong. Năm 1227, Mông Cổ tiêu diệt được Tây Hạ và dồn thêm sức để tận diệt triều Kim. Năm 1232, sau thất bại trong trận Tam Phong Sơn, Ai Tông phải bỏ cả Biện Kinh, ban đầu chạy về phủ Quy Đức, sau cùng lại chạy về Thái châu, vùng đất giáp với nước Tống. Tháng 8 năm 1233, Mông Cổ liên quân với Tống tấn công và chiếm được Đường châu, Ai Tông cố gắng tìm cách giảng hòa và lập liên minh với Tống nhưng không được. Đầu năm 1234, liên quân Mông - Tống tấn công vào Thái châu; Ai Tông trước tình thế nguy ngập đã nhường ngôi cho nguyên soái Hoàn Nhan Thừa Lân để hi vọng duy trì nước Kim. Sau đó liên quân tấn công vào thành, Ai Tông thắt cổ tuẫn quốc. Cùng hôm đó, Mạt Đế Hoàn Nhan Thừa Lân tử trận, nước Kim diệt vong.

## Thân thế và cuộc sống ban đầu
Kim Ai Tông chào đời ngày 25 tháng 9 năm 1198 (tức 23 tháng 8 ÂL năm Thừa An thứ ba) đời thúc phụ Kim Chương Tông Hoàn Nhan Cảnh ở Dực để, vì khi đó cha ông là Kim Tuyên Tông còn là Dực vương. Mẹ của ông là Vương thị, người Hán về sau được truy phong Minh Huệ hoàng hậu. Vương thị là con gái người anh của Nhân Thánh hoàng hậu, vợ cả của Tuyên Tông. Vì Nhân Thánh không có con nên nuôi những người con do những người vợ khác của Tuyên Tông sinh ra làm con mình, trong đó có Thủ Lễ.
Giữa những năm Thái Hòa đời Kim Chương Tông (1201 - 1208), Hoàn Nhan Thủ Lễ được phong chức Kim tử Quang lộc đại phu. Nói thêm về tình hình nước Kim lúc này: Vào năm 1208, Kim Chương Tông qua đời, không con nối dõi nên hoàng thúc Vệ Thiệu vương Hoàn Nhan Vĩnh Tế được lập nối ngôi. Bấy giờ trong cung có hai phi tần là Giả thị và Phạm thị đã có mang, Chương Tông có di chiếu nếu sinh con trai thì lập làm thái tử. Vĩnh Tế lo sợ cho ngôi báu của mình, nên cùng Bộc Tán Đoan tính kế. Bộc Tán Đoan giả truyền chiếu chỉ của tiên đế, nói Giả thị sinh vào tháng 11 mà nay đã quá hạn; Phạm thị phải sinh vào tháng giêng mà nay ngự y chẩn đoán không thấy thai, hai người bị ép làm ni cô. Nguyên phi Lý thị vốn có thâm tình với Giả thị biết được sự việc có điều mờ ám nên cũng bị Vĩnh Tế bức chết. Trong ngoài đều hoài nghi, lòng dân không yên. Sau đó lại có chuyện Nguyên Thái Tổ Thiết Mộc Chân dẫn quân xâm lược nước Kim, nước Kim nhanh chóng thất thế trong cuộc giao tranh. Giữa lúc đó trong cung lại có chính biến. Năm 1213 tướng Hồ Sa Hổ giết chết vua Vĩnh Tế, lập Hoàn Nhan Tuân lên ngôi, tức Kim Tuyên Tông. Năm 1214, trước sự tấn công của người Mông, Tuyên Tông quyết định chạy về phía nam sông Hoàng Hà, định đô ở Biện Kinh. Năm 1215, Trung Đô của nước Kim (tức Yên Kinh) bị quân Mông chiếm được, nước Kim ngày một suy yếu, không thể chống đỡ nổi quân Mông.
Tuyên Tông sau khi lên ngôi đã phong chức tước cho các con của mình, trong đó Hoàn Nhan Thủ Lễ nhận chức Bí thư giám, tiến tước Toại vương, sau đó ông được đổi làm Xu mật sứ. Đầu năm Trinh Hựu thứ ba (1215, anh ông là Trang Hiến thái tử Hoàn Nhan Thủ Trung qua đời, Tuyên Tông lập con Thủ Trung là hoàng tôn Hoàn Nhan Khanh làm Hoàng thái tôn, nhưng cuối năm đó thì Khanh cũng mất, và Thủ Trung không còn người con nào khác nên Thủ Lễ trở thành người có địa vị nối ngôi. Ngày Kỉ Mão tháng 1 ÂL năm thứ 4 (1216), Tuyên Tông chính thức phong ông làm hoàng thái tử, cho nắm quyền khống chế Xu mật viện. Tháng 4 ÂL, Tuyên Tông theo ý kiến của đại thần Trương Hành, quyết định đổi tên ông từ Thủ Lễ thành Thủ Tự.
Lúc này triều Kim phát động chiến tranh với triều Tống ở phía nam. Vào cuối năm 1218, Tuyên Tông dùng thái tử làm Nguyên soái đích thân dẫn quân đánh Tống, cùng Bộc Tán An Trinh làm Phó soái. Đầu năm 1219, quân Kim đánh vào các châu Tây, Hòa, Thành, Phượng và trại Hoàng Ngưu, lấy Vũ Hưu quan, phá phủ Hưng Nguyên, vây Đại An, tướng Tống Ngô Chính chết trận. Sau đó người Kim chiếm được Đại An tiến thẳng vào chiếm được Dương châu, Đổng Cư Nghị bỏ trốn. Đô thống chế Trương Uy sai tướng Thạch Tuyên đem quân ra chống, giành thắng lợi, giết hơn 3000 quân Kim, bắt sống tướng Kim Ba Đồ Lỗ An. Thái tử lại sai Hoàn Nhan Ngoa vây đánh Tảo Dương. Mạnh Tông Chính là tướng giữ thành này đã cho báo về triều đình, Kinh Hồ chế trí sứ Triệu Phương cử Hỗ Tái Hưng đem hơn 3 vạn binh tiến đánh hai châu Đường, Đặng cả Kim để kéo quân Kim về cứu, nhưng Bộc Tán An Trinh không cứu Đường, Đặng mà tiếp tục vây đánh An Phong quân cùng các châu Trừ, Hào, Quang. Các tướng Tống Vũ Sư Đạo, Trần Hiếu Trung đến cứu nhưng không được. Sau đó An Trinh phân binh từ Quang châu đánh Ma Thành, từ Hào châu xâm Thạch Thích, từ Hu Dị lất Toàn Tiêu, Lai An, Thiên Trường, Lục Hợp. Dân chúng ở Hoài Nam lũ lượt kéo nhau vượt sông Trường Giang bỏ trốn, cả thành Kiến Khang chấn động. Lúc đó, Hoài Đông đề hình Giả Thiệp nắm quyền ở Sở châu, sai Trần Hiếu Trung cứu Từ châu, Hạ Toàn, Thời Thanh cứu Hào châu; Lý Tiên, Cát Bình, Dương Đức Quảng đến Từ Hào; Lý Toàn, Lý Phúc được lệnh chặn đường rút lui của người Kim. Lý Toàn tiến quân Qua Khẩu giao chiến với tướng Kim Ngột Thạch Liệt Nha Ngô Đáp ở Hóa Hồ bi. Quân Kim bị tổn thất 3000 người, mất kim bài, Hoàn Nhan Thủ Tự đành phải rút quân về nước.

## Làm hoàng đế

### Lên ngôi
Những năm cuối triều đại Tuyên Tông, triều chính nước Kim có một chút khởi sắc so với trước kia, quân Kim tuy vẫn thất thế nhưng đã có thể thu lại được một số đất đai bị cướp mất.
Tháng 12 ÂL năm 1223, Kim Tuyên Tông lâm bệnh. Vào đêm Canh Dần, bệnh tình của Tuyên Tông trở nặng, các cận thần đều không thấy bóng dáng, duy chỉ có Tư Minh phu nhân Trịnh thị của tiền triều (Vệ vương Vĩnh Tế). Tuyên Tông biết mình không sống được nữa, nên nhờ Trịnh thị cấp tốc triệu thái tử đến và cử hành hậu sự. Nói xong thì Tuyên Tông qua đời, hưởng thọ 61 tuổi. Trịnh phu nhân chưa báo việc. Vào giữa đêm đó, hoàng hậu và quý phi Bàng thị đến cung thỉnh an (hai người vẫn chưa biết rằng vua Kim đã chết). Bàng thị tính tình giảo hoạt, cho rằng người con của mình là Anh vương Hoàn Nhan Thủ Thuần tuổi lớn hơn thái tử mà không được lập, đã luôn mang hận trong lòng, nay thấy Tuyên Tông bệnh nặng nên tìm cách phế Thủ Tự, lập Thủ Thuần. Trịnh thị biết việc đó, lo sợ có biến, nên ngăn trở không cho các hậu phi vào gặp long nhan. Sau đó lập tức triệu đại thần, tuyên di chiếu lập hoàng thái tử Thủ Tự làm đế và bắt đầu phát tang. Lúc thái tử vào cung thì đã thấy Thủ Thuần ở đó, ông đoán được rằng Bàng quý phi đã có hành động gì nên quyết định tìm cách đối phó. Sai các quan ở Xu mật viện cùng thân vệ quân đông cung
có hơn 3 vạn người đóng ở Đông Hoa môn, đồng thời mệnh bốn người hộ vệ giam giữ Thủ Thuần lại. Sau đó ông cho tuyên di chiếu, tức vị trước cữu tiền, tức là Kim Ai Tông , cải nguyên là Chánh Đại.

### Trị vì thời kì đầu
Không lâu sau khi lên ngôi, Ai Tông hạ chiếu đại xá trong nước và bắt tay vào công cuộc phục hưng. Vào đầu năm ÂL 1224, Bí thư giám, Lại bộ thị lang Bồ Sát Hợp Trụ cùng Tả tư viện ngoại lang Nê Bàng Cổ Hoa Sơn (những người nắm nhiều quyền lực và làm nhiều việc ác dưới thời Tuyên Tông) bị Ai Tông nghi ngờ và cách chức lưu đày đến Hằng và Trinh châu. Việc hai gian thần bị biếm chức khiến sĩ đại phu đều phấn khích. Mấy hôm sau, Ai Tông bàn định với quần thần phương sách khôi phục phủ Hà Trung vừa bị mất vào tay Mông Cổ; các đại thần Triệu Bỉnh Văn, Dương Vân Dực cho rằng tình hình Thiểm Tây chưa yên nên sự việc bị đình chỉ. Tôn hoàng hậu Ôn Đôn thị và Nguyên phi Ôn Đôn thị đều là hoàng thái hậu, trong đó hoàng hậu Ôn Đôn thị sống ở cung Nhân Thánh còn mẹ đẻ của vua Kim sống ở cung Từ Thánh. Ai Tông lại dùng Lý Hề làm Thái thường khanh, quyền Tham tri chính sự và bãi chức của hoàng huynh Anh vương Thủ Thuần, đổi làm Kinh vương, đưa đến phủ Mục Thân.
Thừa tướng nước Kim Cao Nhữ Lệ khi đó tuổi đã có nhưng vẫn ở ngôi vị không từ gian, gián quan nhiều lần đàn hặc là tham quyền cố vị và xin bãi chức để tránh lệ xấu về sau, Ai Tông không theo, đến tháng 3 ÂL năm đó thì Cao Nhữ Lệ qua đời. Lại dùng Trương Hành Tín làm Tả thừa, Hoàn Nhan Hợp Đạt có công chinh chiến được phong Tham tri chính sự, điều hành thượng thư tỉnh ở Kinh Triệu. Sau đó có người tố cáo Kinh vương Thủ Thuần mưu phản, Ai Tông bắt Thủ Thuần hạ ngục. Từ Thánh thái hậu biết việc, bèn dẫn chuyện Kim Chương Tông trước kia giết oan các hoàng thúc để can ngăn, vì thế Thủ Thuần được tha.
Tháng 5 ÂL, dùng Xu mật phó sứ Hoàn Nhan Tái Bất làm Bình chương chính sự, Thạch Trản Úy Hãn làm thượng thư hữu thừa, Lý Hề kiêm quyền tham chính. Lúc trước kia quần thần liên danh xin lập hậu, Ai Tông lấy việc tang sự mà từ chối. Tháng 6 ÂL năm đó, mới sắc phong phi Đồ Đan thị làm hoàng hậu. Đồng thời ông cho chấm dứt cuộc chiến tranh kéo dài 6 năm với triều Tống vốn gặp nhiều bất lợi, sai sứ đến phía nam bàn việc thông hảo, bỏ việc nam xâm.

### Kháng cự Mông Cổ
Đầu năm 1224, thứ sử Bồ Sát Hợp Trụ phạm pháp và bị giết chết.. Khi đó Hạ chủ Lý Tuân Húc sau nhiều năm chiến tranh liên miên với Kim, đã sai sứ đến bàn việc giảng hòa. Khi đó thế lực của Kim đã suy yếu nên phải chấp nhận hòa đàm với Hạ, đồng ý cho Hạ chủ xưng em thay vì xưng thần như trước. Tháng 9 ÂL năm 1224, Hạ - Kim ký kết hòa nghị, xưng nước anh nước em. Tháng 10 ÂL cùng năm, Ai Tông lấy việc lập lại hòa bình với Hạ, bố cáo trong ngoài. Trước đó vào tháng 8 ÂL, tướng Điền Thụy ở Củng châu nổi dậy làm phản và bị Kim đình đánh bại, giết chết.
Tháng 3 ÂL năm 1226, do Thiểm Tây có hạn hán, Bình chương chính sự Tư Đỉnh xin được từ chức, Ai Tông không theo và hạ lệnh cho Thượng thư tỉnh giảm bớt hình phạt. Tháng 7 ÂL năm này, Tư Đỉnh hoăng. Cuối năm này, triều Kim dùng Lý Hề giữ chức Tham tri chính sự. Về phần triều Tống lúc này tướng Lý Toàn làm phản, sai người liên hệ với Kim, hứa dâng Vu Thai, vua Kim sai sứ phong Toàn làm Hoài Nam vương, nhưng Toàn giả vờ không nhận và từ đó chiếm cứ lưu vực sông Hoài tự trị; tuy nhiên chỉ ít lâu thì bị triều Tống tiêu diệt.
Lúc này Hạ chủ phụ Lý Tuân Húc đã tồ, Nam Bình vương Lý Hiện làm hoàng đế nước Hạ, triều Kim cử sứ sang dự tang. Trong lúc này Kim đình bàn việc nghị hòa với Tống cho yên mặt nam, nhưng lại gặp các tướng Tống là Vương Nghĩa Thâm, Hạ Toàn, Trương Huệ, Phạm Thành Tiến ở Sở châu dâng thành đầu hàng, Ai Tông phong luôn bốn người làm quận vương, cải Sở châu thành Bình Hoài phủ, từ đó Kim - Tống lại xảy ra xung đột. Trong khi đó Mông chủ Thiết Mộc Chân, lấy cớ người Hạ bội ước, đem quân tấn công Tây Hạ, các tướng Hoàn Nhan Ngoa Khả, Ngột Thạch Liệt Nha Ngô Tháp được triệu về Biện Kinh bàn việc xuất binh cứu Hạ, nhưng lúc này triều Kim đến bản thân cũng khó bảo toàn thì cũng chẳng thể giúp được ai. Chiến sự ở Lưỡng Hà vẫn thất lợi, từng vùng đất của Kim rơi vào tay người Mông. Ai Tông bắt đầu bàn tới việc nghị hòa với Mông Cổ, nhưng có Đồng phán phủ Mục Thân Tản Cáp phản đối, những đại thần khác tán thành. Tháng 6 ÂL năm 1227, ông quyết định cử Hoàn Nhan Hợp Chu làm Nghị hòa sứ sang Mông.
Lúc đó quân Mông Cổ đã tiến rất gần kinh đô nước Hạ. Thiết Mộc Chân bỗng lâm bệnh nặng, sai sứ trách cứ và đòi Hạ chủ gửi con tin để giảng hòa, Hạ chủ không theo. Mông chủ tức giận, dù ốm vẫn gượng dậy đốc chiến, người Hạ đại bại. Hạ chủ thế cùng lực kiệt phải dâng đất xin hàng. Triều Hạ từ Cảnh Tông Lý Nguyên Hạo đến Hậu chủ Lý Hiện là hơn 200 năm, cùng với Tống - Kim (trước đó là Liêu) ba nước hình thành thế chân vạc, kềm kẹp lẫn nhau, đến đó thì bị diệt vong. Quân Mông Cổ bắt vô số thiếu nữ và vàng bạc châu báu đem về nước. Nhưng không may Mông chủ Thiết Mộc Chân vốn đã mang bệnh, đến tháng 8 năm này thì bệnh tình trở nặng rồi qua đời ở Lục Bàn Sơn, thọ 66 tuổi, truy miếu hiệu là Thái Tổ. Trước lúc lâm chung Thái Tổ nói với tả, hữu
Tinh binh của Kim ở Đồng Quan, phía nam hùng cứ Liên Sơn, phía bắc nắm giữ Đại Hà, thế rất khó phá. Nhưng có thể mượn đường nước Tống; Tống với Kim vốn là thù địch lâu năm, tất sẽ bằng lòng. Lúc đó đem binh đến Đường Đặng thẳng tiến vào Đại Lương thì Kim nguy cấp. Khi đó Kim tất trưng binh ở Đồng Quan, dù có hơn vạn người nhưng bốn nẻo đã bị ta chiếm mà lòng quân của chúng dao động, không chiến cũng đánh bại được. Lúc đó thì không còn lo nước Kim không mất.
Thiết Mộc Chân chết đi, con trai thứ tư là Đà Lôi làm giám quốc, quân Mông lại theo hướng Phượng Tường tiến vào Kinh Triệu, cả Quan Trung trở nên chấn động. Triều Kim cho đốc thúc dân chúng Thiểm Tây chuẩn bị chống giặc, đốc thúc tiền thuế và quân lương, nhưng lại có đình nghị rằng quân Mông chưa tới nơi nên sự việc không được tiến hành khẩn trương.
Tháng 4 ÂL năm 1228, Hữu thừa Sư An Thạch dâng sớ xin giết ba kẻ gian nịnh bên cạnh Ai Tông khiến Ông tức giận, bỏ lên triều bốn ngày và còn trách cứ An Thạch. An Thạch âu sầu sinh bệnh mà chết, Ai Tông tỏ ra hối hận và thương tiếc. Vào mùa hạ năm 1231, thái hậu Ôn Đôn thị qua đời, thụy là Minh Huệ hoàng hậu.
Năm 1229, người Mông tôn con thứ ba của Thái Tổ Thiết Mộc Chân là Oa Khoát Đài lên làm Đại Hãn. Cuối năm này Ai Tông sai sứ sang Mông nghị hòa. Mông chủ Oa Khoát Đài không cho và còn quyết định đem quân phạt Kim. Tháng 10 ÂL năm này, quân Mông tấn công Khánh Dương của Kim. Kim sai người đến dâng lễ vật xin bãi binh nghị hòa, Mông chủ không cho; Ai Tông phải cử Y Lạt Bố Cáp cầm quân giải vây Khánh Dương nhưng thua trận, các thành lũy ở phía nam Hoàng Hà của Kim như Kinh Triệu, Vệ châu bị mất. Năm 1230, Oa Khoát Đài cùng em là Đà Lôi đích thân đưa quân nam hạ, cả Quan Trung chấn động. Quân Mông tiến tới Thiểm Tây, đóng hơn 60 trại dưới chân núi, uy hiếp đến Phượng Tường, Thiểm Tây bị uy hiếp nặng nề. Nhưng ở mặt trận Đồng Quan, Lam Quan thì quân Mông lại gặp thất lợi, nên sai sứ đến Tống bàn việc hợp binh đánh Kim, nhưng do triều Tống ban đầu cự tuyệt nên Mông - Tống xảy ra xung đột ít lâu, quân Mông tiến vào đất Tống. Nhưng không được bao lâu thì Mông Chủ triệu Đà Lôi về đánh Nhiêu Phong quan. Cuối năm 1231, quân Mông Cổ tấn công Hà Trung, đến tháng 8 ÂL thì thành bị phá. Mông chủ đánh Nhiêu Phong quan tiến thẳng Biện Kinh. Ai Tông thất kinh, triệu chư tướng vào triều bàn việc phòng thủ, rồi chia quân đóng đồn ở Tương, Đặng: Hoàn Nhan Hợp Đạt và Y Lý Bố Cáp đóng ở Đặng châu, Hoàn Nhan Di, Dương Ốc Diễn, Trần Hòa Thượng dẫn quân hội hợp ở Thuận Dương. Quân Mông Cổ nhanh chóng vượt Hán Giang, quân của Hoàn Nhan Hợp Đạt bị thua trận, nhưng may thay có bộ tướng Bồ Sát Đình Trụ liều chết chống địch nên quân Mông phải rút lui. Nhưng Hợp Đạt sau đó lại dẫn quân lui về Đặng châu, quân Mông đuổi theo, Hợp Đạt và Bố Cáp bị quân Mông đánh bại nhưng giấu việc này đi nói bại thành thắng. Quần thần nước Kim trở nên phấn chấn, mở tiệc tượu chúc mừng.

### Chiến sự bất lợi
Đầu năm 1232, Ông cải niên hiệu là Khai Hưng, đến tháng 4 cải nguyên Thiên Hưng. Không bao lâu sau, quân Mông Cổ lại từ Đường châu tiến đến Biện Kinh. Nguyên soái nước Kim Hoàn Nhan Lưỡng Lạc thua trận Tương Thành, chạy thẳng về Biện. Ai Tông hạ lệnh quần thần đến bàn bạc rồi quyết định tuyển mộ đinh tráng bảo vệ kinh thành, lại sai Qua Nhĩ Giai Tát Cáp dẫn 3 vạn quan tuần tra vùng phía nam Hoàng Hà... Quân Mông Cổ từ huyện Hà Thanh vượt sông, tiến đến Trịnh châu. Mông chủ sai Tốc Bất Đài tiến quân vào Biện. Ai Tông cử Hoàn Nhan Hợp Đạt, Y Lý Bố Cáp từ Đặng châu đưa quân cứu việc kinh thành, nhưng lại gặp Đà Lôi cùng 3000 quân kị đánh từ phía sau, lại có thêm mưa to tuyết lớn khiến cánh quân Đặng châu không thể tiến nhanh về kinh thành. Đến lúc tuyết tan, Hợp Đạt mới cho quân tiến nhanh hơn. Nhưng khi quân cứu viện vừa đến núi Tam Phong thì quân Mông Cổ từ đâu ùa tới chặn đánh, bao vây quân Kim suốt ba ngày, quân Kim đại bại. Các tướng Kim Dương Ốc Diễn, Phàn Trạch, Trương Huệ tử trận, Hoàn Nhan Hợp Đạt bỏ chạy về Quân châu. Mông chủ hạ lệnh đánh sang cả Quân châu và phá thành, giết chết Hoàn Nhan Hợp Đạt, Y Lý Bố Cáp cũng bị bắt giết trên đường bỏ trốn về Biện, nước Kim tướng giỏi đã mất gần hết, từ đó không còn có thể vực dậy được nữa.Đây chính là trận Tam Phong Sơn - chiến thắng mang tính chất quyết định của Mông Cổ.
Mông Cổ quân tiến đánh các câu Quắc, Tung, Nhữ, Thiểm, Lạc, Hứa, Trịnh, Trần, Bạc, Dĩnh, Thọ, Tuy, Vĩnh bắt dân chúng dời lên phía bắc, nhiều người bị chết ở dọc đường. Lại đánh sang cả Đồng Quan và Thiểm châu, giết tướng Hoàn Nhan Ô Đăng, rồi lấy Tuy châu, bao vây phủ Quy Đức. Ai Tông thấy thế nguy cấp, có lần túng quẫn đến nỗi muốn tự vẫn, may mà tả hữu cứu kịp. Ông theo kiến nghị từ quần thần, cho triệu tập 20 vạn dân quân bảo vệ Biện Kinh.
Đến tháng 3 ÂL, quân Mông lại kéo pháo tới bao vây Lạc Dương. Tướng giữ Lạc Dương Triệt Hợp mắc bệnh ung thư qua đời, người trong thành đưa Cường Thân làm chủ huy, kiên trì cố thủ, người Mông đánh suốt ba tháng không được. Lúc này Mông Cổ chủ muốn về nước, lệnh Hoàn Nhan Hợp Đạt đánh Biện gây sức ép và buộc Ai Tông phải nhanh chóng hàng phục. Ông phong cho con trai Kinh vương Thủ Thuần là Hoàn Nhan Ngoa Khả là Tào vương cùng Thượng thư Tả thừa Lý Hề, Gián nghị đại phu Bùi Mãn A Hổ Đái, Thái phủ giám quốc Thế Vinh cùng đến Trịnh châu dâng thư xưng cháu, nộp lễ vật nghị hòa, lấy Dương Tháo làm Quyèn Tham tri chính sự. Nhưng Tốc Bất Đài không đồng tình, cho giữ Tào vương lại, thả Lý Hề về và ra sức đánh Biện, Ai Tông phải ra khỏi Thừa Thiên Môn đến cửa tây gặp tướng sĩ, Thiên hộ Lưu Thọ nói lời không cung kính, Ai Tông có chiếu bỏ qua không hỏi đến. Mấy hôm sau lại đến cửa đông gặp tướng sĩ, ban rượu thịt và thuốc cho những người ra trận bị thương, lại xuất tiền trong kho thưởng cho tướng sĩ, giảm các cuộc vui, thả bớt cung nữ. Tốc Bất Đài ra sức đánh Biện suốt 16 ngày, nhưng Biện Kinh thành lũy kiên cố khó phá, cuối cùng Bất Đài cũng phải lui quân. Kim sai Dương Cư Chân đem lễ vật là rượu thịt, châu báu ra khao thưởng quân Mông, Tốc Bất Đài mới cho lui về phía bắc.

### Vứt Biện Kinh đào tẩu
Bài chi tiết: Mông Cổ bao vây Khai Phong
Trước kia Bình chương chính sự Bạch Tán bị tướng sĩ oán ghét, đến khi người Mông rút đi thì quân sĩ muốn giết ông ta, Ai Tông phải hạ lệnh do 200 thân quân đến bảo vệ. Vào tháng 6 ÂL, các tướng ở Từ châu là Vương Hựu, Trương Hưng... tác loạn đuổi Hành tỉnh Đồ Đan Y Đổ đến Túc châu. Tướng Mông Quốc An Dụng thừa cơ vào Từ châu, giết bọn Vương Hựu và nắm giữ Từ châu. Sau đó Mông chủ sai Đường Khánh đến Kim thông hảo, Ông thác bệnh không gặp. Khi đến Kim đình, Đường Khánh tỏ ra vô lễ, xúc phạm Ai Tông khiến quần thần phẫn nộ, đầu mục Phi Hổ quân Thân Phúc giết chết Đường Khánh, Ai Tông hạ chiếu không hỏi tội, vì thế người Mông tức giận, hòa nghị cũng tan tành. Tướng Mông Quốc An Dụng lúc này bị Mông chủ nghi kị, chạy sang hàng Kim, được ban họ Hoàn Nhan, đổi tên Dụng An, phong Cổn vương. Oa Khoát Đài tức giận quyết định đánh tiếp xuống phía nam, nhanh chóng đến sát Biện Kinh. Lại sai sứ sang Tống đề nghị kết minh, hứa sau khi diệt Kim sẽ trả Hà Nam lại cho Trung Quốc. Tống Lý Tông cử Châu Thân Chi đến Kim, bằng lòng ra quân. Lúc này Biện Kinh đã nguy cấp, nguyên soái Nhiệm Thủ Chân đem quân cứu viện kinh thành và bị giết chết. Quân lương ít ỏi, sĩ khí sút kém, Biện Kinh tỏ ra khó giữ. Ai Tông thấy thế nên nghe kế của nội thị Bạch Hoa quyết định dời đô tránh giặc. Bèn hạ lệnh để Kinh vương Thủ Thuần trấn giữ kinh sư và tìm nơi để chạy. Quần thần cho rằng phủ Quy Đức bốn phía là sông nước, địa thế hiểm trở có thể ngăn địch nên đề nghị dời đô sang đó. Cuối cùng thì Kim chủ, lệnh Hữu thừa tướng Bạch Triệt, Tả thừa Lý Hề dẫn quân hộ giá, để Tham tri chính sự Hoàn Nhan Nô Thân, Xu mật phó sứ Tập Niết A Bất trấn giữ Biện Kinh. Đầu mùa đông năm 1232, Ai Tông từ biệt thái hậu, hoàng hậu, phi tần rồi rời khỏi Biện Kinh. Nhưng vừa ra ngoài thành thì lại không biết nên chạy về đâu, bất giác khóc rống lên. Quần thần bàn rằng nên đi về Hà Sóc, vượt sông từ Bồ Thành.
Đầu năm 1233, thống soái Quy Đức Thạch Trản Nữ Lỗ Hoan đưa lương đến Bồ Thành và mời Ai Tông đến phủ Quy Đức, nhưng giữa đường đi thì giông tố nổi lên, sóng nước dữ dội. Lúc Ai Tông qua được bờ bắc, tướng Mông là Hồi Cổcho quân đuổi theo truy kích, tướng Kim Hạ Đức Hỉ liều chết bảo vệ rồi tử trận ở bờ nam, hơn ngàn quân Kim tử vong. Mông chủ cử Bạch Triệt đánh Vệ châu bị tướng Mông Sử Thiên Trạch đánh bại, Bạch Triệt bỏ chạy về đông, bị Ông xử tội, nhốt vào ngục. Thấy quân Mông tới gần Biện, Ai Tông cảm thấy lo lắng, nên sai người về Biện nghênh đón hoàng hậu, thái hậu, phi tần đến Quy Đức, nhưng khi họ vừa tới Trần Lưu thì thấy quân Mông đang ở đó nên phải chạy về Biện. Rủi thay ở phía tây thành, nguyên soái Thôi Lập làm phản, cùng Hàn Đạc và Dược An Quốc tác loạn, giết chết hai tể tướng Hoàn Nhan Nô Thân, Tập Niết A Bất và hơn 10 người khác. Lại giả lệnh thái hậu, triệu con cố chủ Vĩnh Tế là Hoàn Nhan Tòng Khác làm giám quốc, phong tước Lương vương; còn mình tự phong làm thái sư, Thượng thư lệnh.
Quy Đức lúc này cũng bị quân Mông áp sát. Nguyên soái Bồ Sát Quan Nô cùng Hoàn Nhan Dụng An muốn đưa Ai Tông về Hải châu, nhưng Ai Tông và Thạch Trản Nữ Lỗ Hoan không chấp nhận. Ai Tông sai người giám sát động tĩnh của họ, Quan Nô biết được rất tức giận, liền cho quân vào cung, giết chết Nữ Lỗ Hoan, Lý Hề và hơn 300 người, cấm cố Ai Tông ở Chiếu Bích đường. Ai Tông cùng kế phải phong hắn làm Quyền Tham tri chính sự, Tả phó nguyên soái.
Tướng Mông Tốc Bất Đài tiến quân đến Thanh Thành. Tháng 4 ÂL năm 1233, Thôi Lập áo mũ chỉnh tề đến gặp Bất Đài, gọi ông ta là cha, mở tiệc khoản đải và dâng cổn miện của thiên tử cho người Mông. Lại đưa thái hậu, hoàng hậu và thân quyến nước Kim khoảng 50 người giao tất tần tật cho quân Mông. Tốc Bất Đài cho giết hai vương Lương, Kinh cùng gia quyến, đưa thái hậu, hoàng hậu, phi tần giải cả về Hòa Lâm (kinh đô Mông Cổ), sai nhũ mẫu của Ai Tông đến Quy Đức chiêu hàng, sau đó tiến chiếm Biện Kinh. Các thành trì khác của Kim cũng lần lượt hàng Mông.

### Nội loạn và nam thiên
Ai Tông bị Bồ Sát Quan Nô cấm cố lấy làm phẫn nộ, liền liên hệ với nội thị Tống Khuê, Phụng ngự nữ Hề Liệt Hoàn Xuất, Ô Cổ Tôn Ái Thực cùng nhau diệt tặc và chuyển đến Thái châu. Lúc đó Thái, Trần, Tức, Dĩnh đẳng châu tiện nghi tổng soái Ô Khố Lý Hạo vận chuyển 400 đấu mì đến Quy Đức cũng khuyên Ai Tông về nam. Tháng 6 ÂL năm đó, Bồ Sát Quan Nô từ Bạch châu về Quy Đức can ngăn không cho Ai Tông về nam, lại nói với bộ chúng
Ai còn bàn chuyện nam thiên thì sẽ chém.
Ai Tông tức giận, cùng bọn Tống Khuê lập mưu vờ triệu tể tướng nghị sự và cử Ôn Xước, Ái Thực mai phục sẵn trong Chiếu Bích đường, khi Quan Nô vào cung thì bị đâm chết tức thì. Ai Tông hạ lệnh vỗ về Trung Hiếu quân của Bồ Sát Quan Nô, để nguyên soái Vương Bích trấn giữ Quy Đức, còn mình lui về Thái châu. Dùng Hoàn Nhan Trọng Đức làm Thượng thư hữu thừa, Tổng lĩnh hành tỉnh viện sự, Ô Khố Lý Hạo làm Ngự sử đại phu, Trương Thiên Cương quyền Tham tri chính sự, Lý Tiểu Lạc làm Thiêm thư Xu mật viện sự.
Mùa hạ năm đó, quân Mông tiến công Lạc Dương, tướng giữ thành Cường Thân bị bắt và tuẫn tiết. Không lâu sau, Tống đình cử Mạnh Củng đưa quân từ Tảo Dương đánh Đường châu, giết tướng Kim Vũ Thiên Tích, Ô Khố Lý Hắc Hán, chiếm Đường châu rồi đánh sang Thuận Dương, tướng Kim Vũ Tiên phải chạy sang Mã Đăng Sơn rồi bị quân lính giết chết, hơn bảy vạn quân Kim đầu hàng người Tống. Tháng 10 ÂL, Tống đình quyết định liên kết với tướng Mông Tháp Sát Nhi cùng đánh Kim, cử Mạnh Củng làm thống chế Giang Hải đem 2 vạn quân vận chuyển 30 vạn thạch mì về Thái châu hội hợp với người Mông. Ai Tông Thủ Tự lệnh Hoàn Nhan A Hổ đến Tống xin lương thực và sai A Hổ chuyển lời trách cứ Tống rằng
Quý quốc phụ lòng của trẫm. Từ lúc trẫm tức vị đến nay luôn ngăn biên tướng không xâm phạm biên giới phía nam, biên thần nếu gây việc can qua đều bị trách cứ nặng nề, lấy được châu nào của Tống thì cũng trả lại cả. Gần đây Kim bị nguy cấp thì Tống công đánh Thọ châu, Đặng châu, Đường châu, cướp đất của ta. Phải biết rằng Mông Cổ đã diệt 40 nước rồi đến Tây Hạ. Hạ mất rồi thì đến ta. Ta mà mất rồi thì Tống cũng khó bảo toàn. Môi hở răng lạnh, tự nhiên chi lý. Chi bằng biết liên hợp với nhau, đỡ đần lúc khó khăn, giúp người cũng là giúp mình.
Nhưng Tống Lý Tông cự tuyệt, còn sai tướng Mạnh Củng đưa 2 vạn quân cùng 30 vạn thạch lương sang hội quân với Mông Cổ chống Kim. Lúc đó Ma Tông ở Từ châu cũng đã hàng Mông Cổ. Tháp Tề Nhi thấy quân Tống đến giúp liền tăng cường chuẩn bị công cụ, tiếng chẻ gỗ vọng vào thành, người trong thành khiếp sợ, bàn nhau ra hàng. Thượng thư hữu thừa Hoàn Nhan Trọng Đức cả ngày không về doanh trại, đứng ngoài trời ra sức khuyên nhủ quân dân, khiến cho lòng người phấn chấn trở lại, quyết tâm giữ thành.

### Nhường ngôi và mất nước
Tháng 9 ÂL Tháp Sát Nhi đêm mấy trăm kỵ binh lập trại ở phía đông thành, lại bị quân Kim đẩy lui. Từ đây quân Mông Cổ không tấn công, mà chia ra đắp lũy vây khốn. Tháng 11 ÂL, do trong thành Thái châu thiếu hụt dân đinh, phải dùng cả những phụ nữ khỏe mạnh vận chuyển gỗ đá, Ai Tông đích thân phủ dụ bọn họ. Quân Kim từ cửa đông ra đánh, Mạnh Củng chặn đường lui của họ, thu hàng tất cả, dò hỏi được tình hình đói kém trong thành. Củng đề nghị giữ chắc vòng vây, đề phòng quân Kim quẫn bách xông ra; hẹn với Tháp Tề Nhi chia 2 mặt nam – bắc đánh thành, không xâm phạm lẫn nhau. Tháp Sát Nhi sai Trương Nhu đưa 5000 quân trèo lên thành, Nhu bị tên bắn trúng chi chít như lông nhím, Củng sai bộ tướng đưa quân giúp cứu Nhu ra.
Tháng 12 ÂL, quân Tống do Mạnh Củng chỉ huy đánh chiếm được Sài Đàm Lâu, Mạnh Củng cho quân xẻ mương dẫn nước đi nơi khác để quân Kim bị thiếu nước rồi đánh mạnh vào thành ngoài. Người Kim ép già trẻ làm việc nấu dầu, gọi là pháo dầu người, mọi người không kham nổi khổ sở, Mạnh Củng bèn sai đạo sĩ thuyết phục họ dừng lại. Kim soái Phú Châu Lý Trung Lạc Sách soái 500 tinh binh, trong đêm ra cửa tây, mỗi người đều đem theo củi tẩm dầu, muốn thiêu trại và pháo cụ của liên quân. Quân Mông Cổ phát hiện đầu tiên, vừa kịp náu mình, vừa kịp kéo hơn trăm cây nỏ cứng. Lửa cháy thì tên cũng bắn, quân Kim tử thương rất nhiều, chỉ có Lạc Sách chạy thoát. Liên quân hợp công hạ được thành tây, nhân đó trèo vào. Từ trước Hoàn Nhan Trọng Đức đã cho lập trại đào hào để phòng bị, khiến liên quân không thể vào tiếp, bèn dựng rào ở trên thành để giữ. Trọng Đức điều 300 tinh binh, đêm ngày chống cự. Ai Tông muốn xông ra từ thành đông, bị rào cản lại, giao chiến với liên quân một chập mới chạy thoát trở về, giết ngựa để khao tướng sĩ, thừa nhận không có cách gì để đột vây. Tướng Kim Hoàn Nhan Hốt Tà Hổ tìm cách bố trí phòng ngự ở thành trong. Ai Tông biết thế nguy cấp nên khóc lóc nói với thị thần
Ta giữ chức Kim tử mười năm, thái tử cũng mười năm, làm Ai Tông mười năm, từ đó đến nay không làm điều gì đại ác, có chết cũng không hận. Chỉ hận một điều rằng tổ tông truyền nối đã hơn 100 năm mà đến ta thì phải diệt vong, thì thực hận quá. Tự cổ đến nay quân chủ mất nước đều là hàng hoang dâm bạo loạn, chỉ có mình ta là khác họ thôi.
Lại nói tiếp
Vong quốc chi quân, người thì bị tù tội, người bị giết hại, người bị làm nhục, người bị đày vào không cốc. Trẫm quyết không như thế. Vua chết vì xã tắc vì chính nghĩa, chứ quyết không làm nô lệ cho kẻ khác.
Nói xong, nước mắt lưng tròng, truyền lấy vàng bạc phân phát tướng sĩ và giết con ngựa của mình để khao quân.
Ngày 9 tháng 1 ÂL (tức 8 tháng 2), năm 1234, tức Tống Đoan Bình niên thứ nhất, Kim Thiên Hưng năm thứ ba, Mông Thái Tông năm thứ sáu, quân Mông Cổ phá thành tây làm ra 5 cửa tiến vào, tấn công gay gắt, đến chiều mới lui, còn lớn tiếng nói ngày mai đánh tiếp. Đêm hôm đó, Ai Tông Thủ Tự cho triệu nguyên soái Hoàn Nhan Thừa Lân vào cung để truyền ngôi. Thừa Lân khóc không dám nhận, Ai Tông nói
Trẫm sở dĩ đem ngôi báu nhường cho khanh là vì vạn bất đắc dĩ. Trẫm thì cơ thể béo đẫy chả ngựa nào chịu nổi, còn khanh tài giỏi thao lược, nếu vạn nhất mà thoát được thì tông miếu giữ được, đó chính là ý của trẫm.
Sáng hôm sau, Hoàn Nhan Thừa Lân lên ngôi, tức là Kim Mạt Đế. Vừa lúc đó quân Tống đánh vào thành nam. Hoàn Nhan Hốt Tà Hổ cùng khoảng 1000 quân ra nghênh chiến, quân lính bị thương vong gần hết. Vua Kim tuyệt vọng liền lui về Lan Hiên tự vẫn. Năm đó Kim ông được 37 tuổi, giữ ngôi 11 năm. Hoàn Nhan Hốt Tà Hổ được tin, nói với tướng sĩ
Chúa thượng đã băng, ta còn chiến đấu vì cái gì nữa. Nhưng ta có chết cũng phải chết rõ ràng không chết trong loạn binh. Nay ta đi theo chủ thượng, các ông hãy tự mà lo liệu lấy.
Nói xong nhảy xuống nước tự tận. Quân sĩ đều đồng thanh
Tướng công tuẫn quốc, chúng tôi lẽ nào còn tham sống
Rồi hơn 500 người cùng nhau tuẫn tiết. Hoàn Nhan Thừa Lân lui về giữ Tử Thành, nghe tin Ai Tông tồ, khóc than một hồi rồi nói
Tiên đế ở ngôi 10 năm, cần kiệm khoan nhân, có chí khôi phục nghiệp cũ, nhưng chí chưa thành mà đã mất, thực là ai oán, nên truy trụy là Ai.
Lễ tôn thụy vừa xong thì liên quân đánh vào, Hoàn Nhan Thừa Lân chết trong loạn quân. Hoàn Nhan Phong Sơn theo di chiếu đã cho hỏa thiêu di hài Kim chủ. Tướng Tống Giang Hải vào cung bắt được tham chính Trương Thiên Cương. Mạnh Củng vào hỏi nơi ở của Ai Tông thì mới biết Ai Tông đã chết. Mạnh Củng cho quân dập lửa và nhìn thấy thi hài khô đét của Kim chủ. Rồi cùng Tháp Sát Nhi đem hài cốt Ai Tông và vàng bạc châu báu của Kim chia làm hai, mỗi bên lấy một, lấy tây bắc Trần Thái làm ranh giới, bắc thuộc Mông, nam thuộc Tống. Nước Kim diệt vong. Tháng 4 ÂL, Trương Thiên Cương cùng phần thi hài Ai Tông bị đưa về Tống. Tri Lâm An phủ Tiết Quỳnh vấn tội Thiên Cương, Thiên Cương tỏ ra bất khuất và hỏi vặn việc triều Tống mất nhị đế khi trước. Quần thần nước Tống ép Thiên Cương viết tờ biểu thú tội, coi Ai Tông như một chủ rợ, Thiên Cương không nghe và ghi và hộp đứng hài cốt bốn chữ cố chủ tuẫn quốc. Thi hài Ai Tông bị đưa vào kho ngục Đại lý tự. Nước Kim từ Thái Tổ A Cốt Đả đến Ai Tông là được gần 120 năm, trải 6 đời, truyền 9 chủ.

## Gia quyến
- Thân phụ : Kim Tuyên Tông Hoàn Nhan Tuần
- Đích mẫu : Vương thị (王氏), người Trung Đô, con gái thường dân sau tặng Nam Dương quận vương Vương Ngạn Xương (王彦昌) và Mã thị (马氏). Tuyên Tông đăng cơ, phong Nguyên phi (元妃), rất được Tuyên Tông sủng hạnh, nhận Ai Tông làm nghĩa tử. Năm 1214, ban họ Ôn Đôn thị (温敦氏), lập làm Hoàng hậu. Ai Tông tức vị, tôn vị Nhân Thánh cung Hoàng Thái hậu (仁聖宮皇太后). Nhà Kim diệt vong, bị đưa về phương Bắc, không rõ tung tích.
- Thân mẫu : Vương thị (王氏; ? - 1231), thứ phi của Tuyên Tông, cháu gái Nhân Thánh Hoàng hậu. Tuyên Tông đăng cơ, phong Thục phi (淑妃), sau lại thăng Nguyên phi (元妃). Ai Tông tức vị, tôn vị Từ Thánh cung Hoàng Thái hậu (慈圣宫皇太后), khi mất truy phong Minh Huệ Hoàng hậu (明惠皇后).
- Thê thiếp :

1. Hoàng hậu Đồ Đan thị (徒單氏), con gái Trấn Nam quân Tiết độ sứ Đồ Đan Ngang (徒單頑), anh trai là Đồ Đan Từ Hỉ (徒單四喜).
2. Mỗ cung nhân (宫人某)